# Mars 6

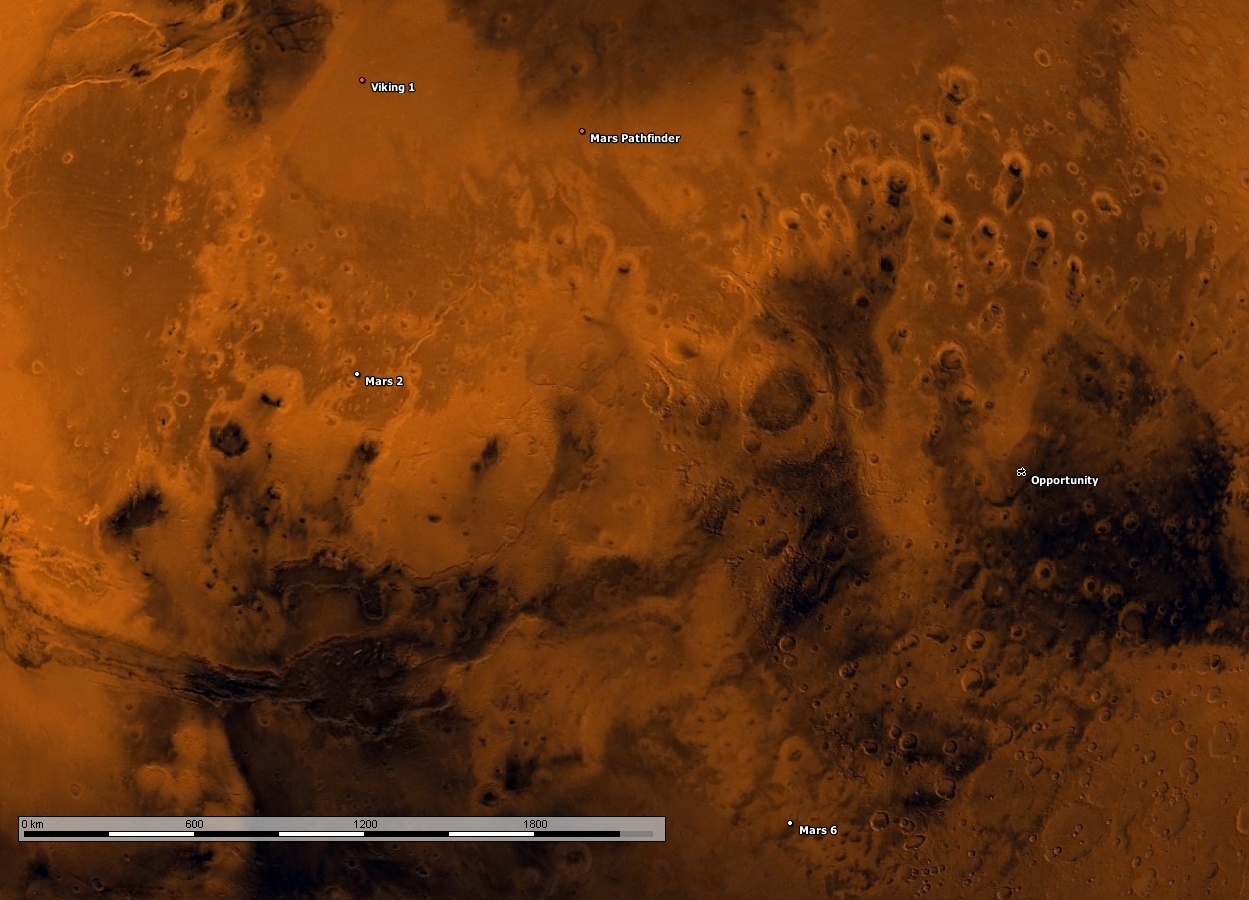
Carte de la planète Mars, montrant les emplacements de Viking 1, Mars 2, Mars Pathfinder, Opportunity et Mars 6 (centre inférieur de l'image, près de la barre d'échelle).

Mars 6 est une sonde soviétique d'exploration du système martien dans le cadre du programme Mars, lancée le 5 août 1973 et qui portait un atterrisseur largué le 12 mars 1974. Le module cesse de transmettre avant de toucher le sol martien, mais ses instruments fonctionnent durant la descente. La sonde devait être le deuxième atterrisseur martien de l'histoire.

## Déroulement de la mission
La sonde décolla du sol terrestre par un lanceur de type Proton (fusée) au Cosmodrome de Baïkonour en Union des républiques socialistes soviétiques (actuel Kazakhstan) le 5 Août 1973 à 17h45 et 48 secondes (UTC). La sonde effectua une mise en orbite basse terrestre puis par un manœuvre précise, une mise en orbite héliocentrique. Le 10 Mars 1974, la sonde se met en orbite martienne et éjecta son atterrisseur le 12 Mars 1974. L'atterrisseur, commence sa rentrée atmosphérique, protéger par son bouclier thermique. Quelques minutes après, l'atterrisseur éjecta son bouclier thermique puis ouvrir son parachute principal et ses deux secondaires. L'objet activa ses instruments scientifiques puis commença a récolter des données scientifiques mais à 09 h 11 min 5 s, la sonde cessa d'émettre certainement du a des mouvements trop brusques de la sonde lors de sa rentrée atmosphérique.

## Objectifs
La sonde Mars 6 avait pour objectif de se poser sur Mars à l'aide d'un atterrisseur éjecté par un orbiteur. L'atterrisseur devait prendre des mesures de pression, de température et de composition de l'atmosphère martienne. Son objectif principal reste tout de même d'essayer d'affirmer la théorie d'une possibilité d'existence de la vie sur Mars. En effet Mars 3 n'avait pas pu envoyer les données scientifiques nécessaire mais elle a pu envoyer qu'une photographie floue du sol martien avant de cesser de fonctionner à la suite d'une panne. Par conséquent Mars 6 devait être un atout important pour l'Union des républiques socialistes soviétiques avec ses programmes d'explorations spatiales surtout sur l'Exploration du système martien.

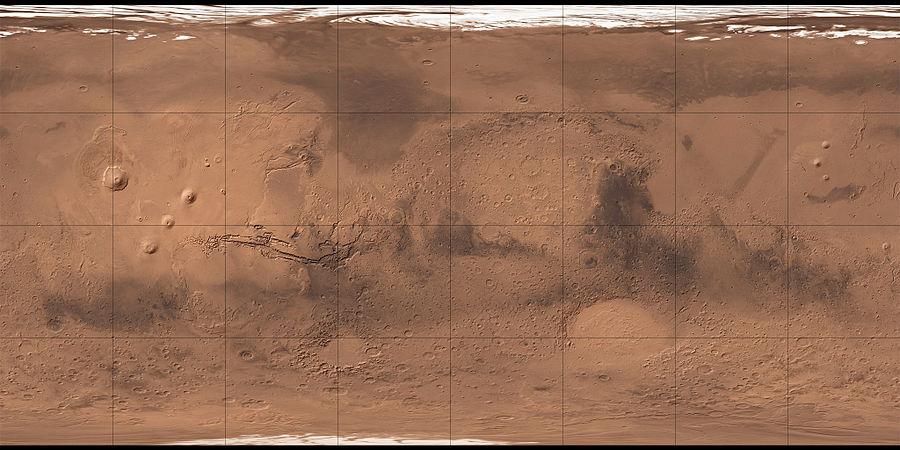
Carte sur sol martien.

## Contexte
Dès 1960, l'Union des républiques socialistes soviétiques qui, contrairement aux États-Unis, dispose déjà à cette époque des lanceurs puissants requis pour des missions d'exploration interplanétaire, envoie deux sondes vers Mars. L'objectif des sondes est de photographier la surface de la planète mais également d'étudier le milieu interplanétaire et ses effets sur les équipements embarqués. Mais les deux tentatives Marsnik 1 (Mars 1960A) lancé le 10 octobre 1960 et Marsnik 2 (Mars 1960B), lancé quatre jours plus tard, échouent à la suite de défaillances du lanceur.
En 1962, trois nouvelles tentatives sont effectuées. Le 24 octobre 1962, Spoutnik 22 (aussi nommé Mars 1962A) explose au cours de la manœuvre d'insertion en orbite terrestre. Huit jours plus tard, Mars 1, qui doit survoler Mars afin de prendre des images de sa surface et transmettre des données sur sa structure atmosphérique ainsi que sur le rayonnement cosmique, réussit à échapper à l'attraction terrestre mais, alors qu'elle est à mi-distance de son objectif, la sonde interrompt subitement ses communications. Le 4 novembre 1962, Spoutnik 24 (Mars 1962B) qui emporte le premier atterrisseur jamais conçu, ne réussit pas l'injection sur une orbite de transit. En 1964, l'URSS effectue une nouvelle tentative avec le lancement de Zond 2, le 30 novembre 1964, mais les liaisons avec la sonde sont perdues alors que la sonde est en route pour Mars.
La NASA entre dans la course vers Mars avec le lancement de Mariner 3 le 5 novembre 1964 mais une éjection défectueuse de la coiffe entraine l'échec de la mission. Finalement, c'est Mariner 4 lancé le 28 novembre 1964 qui parvient pour la première fois à effectuer un survol de la planète après huit mois de transit : la sonde fournit les premières images détaillées le 14 juillet 1965 qui révèle un paysage de cratères et effectue des relevés de la pression atmosphérique et de la température en surface tout en constatant l'absence de champ magnétique. Mariner 6 et Mariner 7, lancées respectivement le 24 février 1969 et le 27 mars 1969 complètent ce succès mais les résultats obtenus sont occultés par les premiers pas de l'homme sur la lune. Deux nouvelles sondes américaines sont lancées durant la fenêtre de lancement suivante en 1971 : Mariner 8 n'atteint pas l'orbite terrestre mais Mariner 9, lancé le 30 mai 1971, réussit la première satellisation d'une sonde autour d'une autre planète que la Terre. L'orbiteur réalise une cartographie complète de la surface de Mars, transmet les premières images détaillées des volcans, de Valles Marineris, des calottes polaires et des satellites Phobos et Déimos et révèle également l'existence de tempêtes globales.
En 1971, peu après l'échec de Cosmos 419 dix ans après la première sonde Mars 1, les soviétiques lancent avec succès Mars 2 et Mars 3 le 19 mai 1971 et le 28 mai mai 1971. Chacune de ces deux sondes emporte avec elle un orbiteur qui doit se placer en orbite autour de Mars et un atterrisseur qui doit se poser sur le sol martien.
À la suite de l'envoi à de nombreuses reprises de sondes vers Mars qui suivent la plupart à des échecs, l'Union des républiques socialistes soviétiques envoya une sonde comportant un atterrisseur comme ses jumelles Mars 2 et Mars 3 pour explorer Mars ou plus précisément l'atmosphère et le sol martien.

## Caractéristiques
La mission Mars 6 comportait un orbiteur et un atterrisseur semblables à Mars 3 qui constitue une nouvelle génération de sonde spatiale. La sonde, d'une masse totale de 4 650 kg au lancement (en incluant le carburant), est haute de 4 mètres pour une envergure de 5,9 mètres avec les panneaux solaires déployés. Elle comprend d'une part un orbiteur destiné à se placer en orbite autour de Mars, et d'autre part un atterrisseur qui doit se poser sur le sol martien.

### Orbiteur
L'orbiteur a une masse de 3 440 kg avec le plein de carburant. Il est constitué d'une structure centrale dans laquelle se trouvent les réservoirs de carburant et de comburant. Le moteur-fusée principal est monté sur un cardan fixé à la base du cylindre. Le module de descente est situé au sommet du réservoir. Les deux panneaux solaires s'étendent de part et d'autre du réservoir central. Une antenne à grand gain en forme de parabole de 2,5 mètres de diamètre est fixée sur l'un des côtés du réservoir et assure les communications à haut débit en utilisant la fréquence 928,4 MHz. Les instruments scientifiques et le système de navigation sont installés sur le pourtour du réservoir. Les antennes qui assurent les communications avec l'atterrisseur sont fixées sur les panneaux solaires. Trois antennes à bas gain assurant des communications à faible débit sont fixées près de l'antenne parabolique.

### Instruments scientifiques
Les instruments scientifiques de l'orbiteur de Mars 6 sont pour la plupart installés dans un compartiment étanche. Ils comprennent, :
- un radiomètre infrarouge travaillant dans une bande comprise entre 8 et 40 micromètres qui doit mesurer la température du sol martien (jusqu'à −100 °C). L'instrument a une masse de 1 kg .
- un photomètre infrarouge pour mesurer l'absorption de la vapeur d'eau atmosphérique vers 1,38 micromètre, afin de déterminer sa concentration ;
- un photomètre ultraviolet fonctionnant dans trois bandes spectrales différentes pour détecter l'hydrogène atomique, l'oxygène et l'argon dans la haute atmosphère ;
- un capteur opérant dans la bande alpha de la série de Lyman, chargé de détecter l'hydrogène dans la haute atmosphère ;
- un photomètre opérant dans six bandes spectrales du domaine visible comprises entre 0,35 et 0,70 micromètre ;
- un spectromètre infrarouge fonctionnant dans la bande des 2,06 micromètres mesure la raie d'absorption du dioxyde de carbone permettant d'estimer l'abondance de celui-ci dans l'axe de l'instrument. Cette information permet de déterminer l'épaisseur optique de l'atmosphère et d'en déduire le relief ;
- un radiotélescope et un radiomètre doivent mesurer la réflectivité de la surface et de l'atmosphère en lumière visible (0,30 à 0,60 micromètre), la réflectivité radio de la surface (3,4 centimètres) et la constante diélectrique à une profondeur comprise entre 35 et 50 centimètres ;
- deux caméras comportant différents filtres et ayant le même axe de visée prennent des images avec une définition de 1000 × 1000 pixels et une résolution variant entre 10 et 100 mètres/pixel. : une caméra à champ étroit (4°) avec une focale de 350 mm et une caméra grand-angle avec une focale de 52 mm ;
- un magnétomètre trois axes monté au bout d'un mât installé sur l'un des panneaux solaires doit mesurer le champ magnétique interplanétaire et l'éventuel champ magnétique martien ;
- huit capteurs à champ étroit, qui effectuent des mesures du rayonnement cosmique et du vent solaire durant le vol. Ils sont répartis sur le corps de l'orbiteur et mesurent la vitesse, la température et la composition du vent solaire pour les particules dont l'énergie s'échelonne entre 30 et 10 000 eV.

### Donnée
Les instruments scientifiques de l'atterrisseur ont mesuré :
- la température de l'atmosphère martienne et indique - 43° ;
- une concentration de 20 à 30 % des gaz nobles mais qui cependant se révéla faux après les observations du programme Viking des États-Unis qui elles trouveront que 1,5 % d'argon[1].

Les données recueillies par l'orbiteur de Mars 6 restent semblables à celles de Mars 5 et Mars 3.